# Peperomia parvibractea
Peperomia parvibractea är en pepparväxtart som beskrevs av C. Dc.. Peperomia parvibractea ingår i släktet peperomior, och familjen pepparväxter. Inga underarter finns listade i Catalogue of Life.